# Книга отзывов и предложений

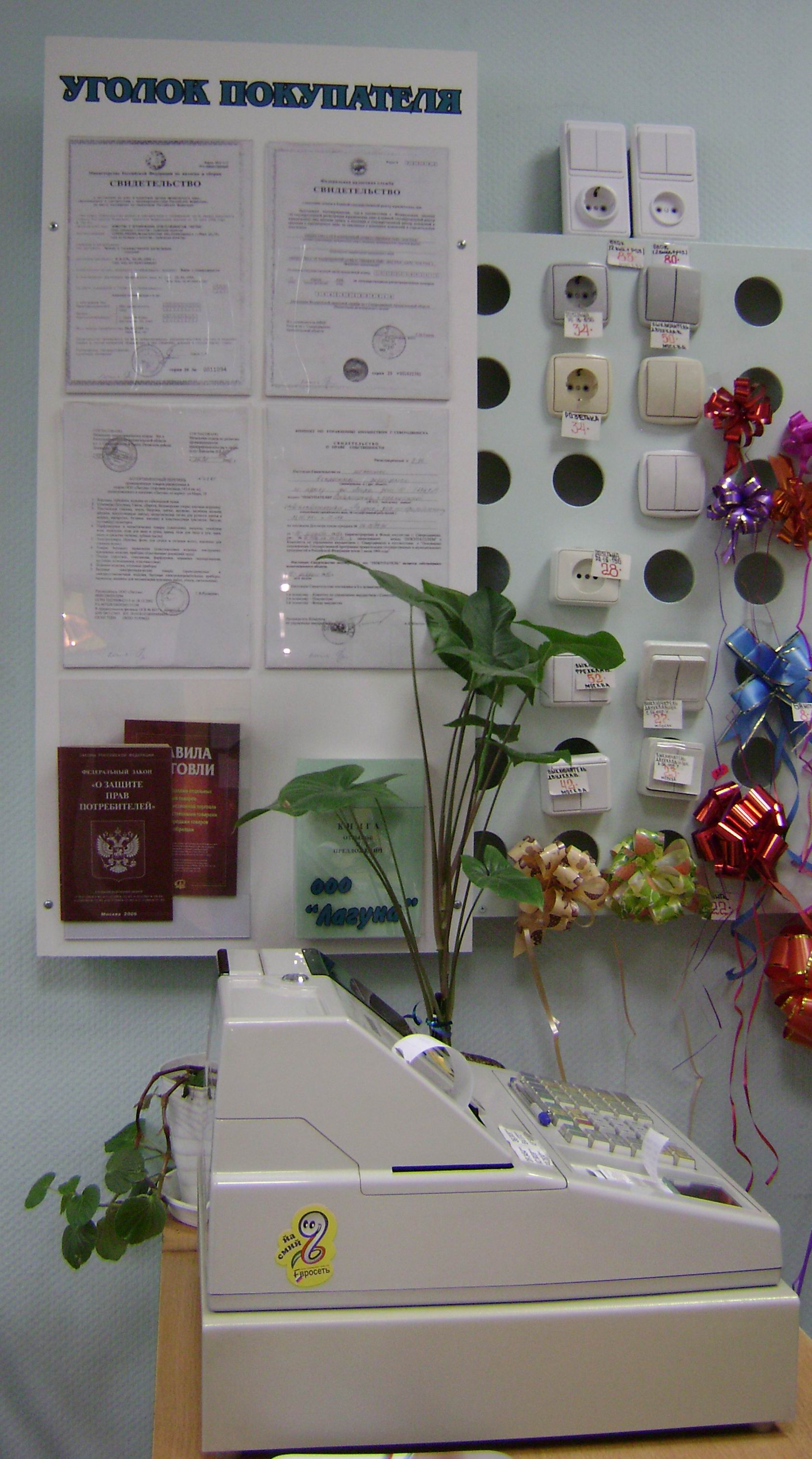
Книга отзывов и предложений

Книга отзывов и предложений (также книга жалоб и жалобная книга) — инструмент обратной связи с клиентом в советских и постсоветских предприятиях розничной торговли и сферы услуг. Предназначена для быстрого реагирования на нарушения в обслуживании.

## Российское законодательство
До 2021 года книги велись по правилам, принятым ещё в СССР. Так, например, инструкцией для книги в России с 1998 года продолжает являться приказ Минторга Советского Союза 346 от 1973 года.
Книгу жалоб отменили с начала 2021 года. Уже с первого января начали действовать изменения в правилах розничных продаж. Одним из нововведений и стала отмена книги жалоб и предложений для потребителей.

## Злоупотребления
Типичные злоупотребления администрации розничных предприятий, связанные с жалобной книгой:
- Отказ в предоставлении книги жалоб, мотивированный разными причинами (например перерывом на обед, её временным отсутствием («на проверке») и др.).
- Предоставление подложной книги жалоб (так называемая «двойная бухгалтерия»)
- Занесение в подлинный (заверенный печатью) экземпляр книги жалоб заведомо ложных хвалебных положительных отзывов с целью укрепить репутацию руководящего звена предприятия, получить премии и путёвки в санатории, и др. Нередко такие благодарности появлялись непосредственно после жалоб для их нейтрализации.

## История появления книги
Жалобные книги существовали ещё в дореволюционной России. У Чехова есть юмористический рассказ «Жалобная книга», который по форме и содержанию является пародией на книгу в железнодорожных кассах.
В советское время книга отзывов и предложений была внедрена  в различные сферы обслуживания населения и на промышленных предприятиях, её основным назначением как государственного инструмента защиты гражданских интересов и контроля были:
- Фиксация нарушений в сфере обслуживания населения.
- Отображение положительных отзывов пользователей различными услугами.
- Предотвращение злоупотреблений служебным положением.
- Приём предложений от рабочих-новаторов в сфере улучшения производительности или условий труда.

Книга отзывов и предложений считалась документом строгого учёта и служила в СССР своего рода инструментом народного контроля за организациями, предоставлявшими различные услуги советским гражданам. В числе таких услуг были:
- Торговля (предоставление товаров народного потребления населению), то есть каждый магазин, универмаг, универсам, хозмаг, аптека.
- Медицинские учреждения (поликлиники, больницы, вытрезвители).
- Пункты общественного питания (столовые, рестораны, закусочные, кафе, буфеты и др).
- Парикмахерские.
- Лечебные санатории (отзывы о работе медперсонала, отзывы о питании и др).
- Пионерские лагеря (отзывы детей и родителей о работе пионерлагерей).
- Станции техобслуживания автомобилей и автозаправочные станции.
- Промышленные предприятия (заводы и фабрики).
- Районные жилищно-коммунальные хозяйства.
- Районные отделы милиции.
- Железнодорожные вокзалы и автовокзалы.
- Аэропорты.
- Сбербанк СССР (каждое отделение Сбербанка).
- Отделения связи (почта, переговорные пункты).
- Отделения милиции[2].

## Советские жалобные книги
Каждое предприятие, предоставляющее какие-либо услуги советским гражданам, было обязано содержать в числе прочего инвентаря и книгу жалоб и предложений. Так как в доступе к книге жалоб законодательно предусматривался именно демократический доступ, то есть доступ любого пользователя предоставляемыми услугами, то она должна была находиться всегда на специально предусмотренном и видном месте.
Книга жалоб в советские времена служила своего рода источником информации для отражения советской действительности в печатных изданиях. В достаточно мягкой юмористической форме, жалобная книга довольно часто встречалась в форме фельетонов, карикатур и выписок в рубрике «нарочно не придумаешь» в знаменитом советском журнале «Крокодил». В 1965 году Эльдар Рязанов поставил кинокомедию «Дайте жалобную книгу».

## Современные жалобные книги
Современной заменой классической книги отзывов и предложений является, например: "планшет обратной связи".

## В литературе и искусстве
- А. П. Чехов «Жалобная книга», 1884 г.